# Список депутатов Верховного Совета Казахской ССР III созыва
Депутаты Верховного Совета Казахской ССР III созыва (1951—1955). Избраны на выборах Верховного Совета Казахской ССР 18 февраля 1951 года.
Общее количество избирателей по всем 400 избирательным округам составило 3 946 109 человек, из которых приняло участие в выборах депутатов Верховного Совета Казахской ССР 3 945 938 человек или 99,99 процента от общего числа зарегистрированных избирателей. Во всех избирательных округах за кандидатов блока коммунистов и беспартийных голосовало 3 938 930 избирателей, что составляет 99,82 процента от общего числа избирателей, участвовавших в голосовании. Против кандидатов в депутаты голосовало 6 947 человек или 0,18 процента от общего числа избирателей, участвовавших в голосовании. Признано недействительными на основании ст. 79 «Положения о выборах в Верховный Совет Казахской ССР» 61 бюллетень.
Центральная избирательная комиссия, рассмотрев материалы по каждому избирательному округу, на основании ст. 38 «Положения о выборах в Верховный Совет Казахской ССР» зарегистрировала избранных в Верховный Совет Казахской ССР депутатов по всем 400 избирательным округам.

## Гор. Алма-Ата
1. Сталин, Иосиф Виссарионович — Алма-Атинский—Сталинский избирательный округ.
2. Бабкин, Николай Ефимович — Ташкентский округ.
3. Байсеитова, Куляш — Алма-Атинский—Андреевский округ.
4. Бультрикова, Балжан Бультриковна — Вузовский округ.
5. Жубаев, Абат Жубаевич — Горно-Октябрьский округ.
6. Ильяшев, Рымбек — Алма-Атинский—Октябрьский округ.
7. Исалиев, Мухамеджан Нугметович — Алма-Атинский—Орджоникидзевский округ.
8. Искаков, Капен — Алма-Атинский—Железнодорожный округ.
9. Куленова, Жаухар Сафиновна — Садовый округ.
10. Мамунова, Марила Усуновна — Алма-Атинский—Кировский округ.
11. Неклюдов, Алексей Иванович — Алма-Атинский—Микояновский округ.
12. Рекина, Таисия Фёдоровна — Алма-Атинский—Молотовский округ.
13. Тихов, Гавриил Адрианович — Алма-Атинский—Привокзальный округ.
14. Ундасынов, Нуртас Дандыбаевич — Кирпично-Заводской округ.
15. Шаяхметов, Жумабай — Алма-Атинский—Ленинский округ.

## Алма-Атинская область
1. Айтбаев, Алибай — Каракастекский округ.
2. Акимбетьева, Мария Павловна — Малостаничный округ.
3. Амриев, Абдугалий — Панфиловский округ.
4. Арыстанбеков, Хайдар Арыстанбекович — Тастакский округ.
5. Асанова, Антонина Васильевна — Тургенский округ.
6. Бейсенов, Алишер Бейсенович — Ново-Чемолганский округ.
7. Бутин, Мажекен Есенович — Джаланашский округ.
8. Волошко, Павел Порфирьевич — Баканасский округ.
9. Данилевская, Руфина Даниловна — Чиликский округ
10. Джакеева, Бийгайча — Бельбулакский округ.
11. Далибаева, Болатнай — Каскеленский округ.
12. Джангозин, Джакип-Бек — Нарынкольский округ.
13. Дюйсенова, Джаныл — Узун-Агачский округ.
14. Котиков, Анатолий Николаевич — Талгарский округ.
15. Раджибаев, Юнус Рахметович — Чунджинский округ.
16. Рыскулова, Жамал — Кзыл-Туский округ.
17. Тлеугабылова, Магрипа — Илийский округ.
18. Умбеталиев, Нуркабек — Иссыкский округ.
19. Шамаева, Вера Ивановна — Больше-Алма-Атинский округ.

## Акмолинская область
1. Абакова, Заги — Кургальжинский округ.
2. Баишев, Сактаган — Атбасарский—Городской округ.
3. Бессмертных, Стефанида Ефимовна — Алексеевский округ.
4. Босенко, Максим Степанович — Атбасарский—Сельский округ.
5. Грищенко, Вера Терентьевна — Вознесенский округ.
6. Гончаров, Иван Михайлович — Шортандиский округ.
7. Джазин, Нурмухамбет — Эркеншиликский округ.
8. Елимесов, Писпекбай — Казгочинский—Сельский округ.
9. Елагин, Николай Васильевич (депутат) — Акмолинский—Привокзальный округ.
10. Журин, Николай Иванович — Вишневский округ.
11. Иманов, Байкан — Акмолинский—Деповский округ.
12. Канапин, Амир Канапинович — Сталинский—Промышленный округ.
13. Крюкова, Капиталина Николаевна — Есильский округ.
14. Мурлина, Мария Васильевна — Макинский—Городской округ.
15. Нагаев, Борис Данилович — Сандыктауский округ.
16. Новикова, Пелагея Николаевна — Акмолинский—Сельский округ.
17. Нукушев, Абдулла — Жолымбетский округ.
18. Сапрыгина, Раиса Степановна — Молотовский округ.
19. Сарсембаев, Сабыр — Калининский округ.
20. Саменова, Толеутай — Акмолинский—Заводской округ.
21. Старкова, Ольга Ивановна — Степнякский—Городской округ.
22. Тайбеков, Елубай Базимович — Акмолинский—Железнодорожный округ.
23. Трофимов, Степан Яковлевич — Ново-Черкасский округ.
24. Хасенов, Мукаш — Акмолинский—Центральный округ.
25. Хуторная, Мария Карповна — Красивинский округ.
26. Шалимов, Поликарп Алексеевич — Никольский округ
27. Юкс, Иван Яковлевич — Ново-Ишимский округ.

## Актюбинская область
1. Бримова, Балым — Челкарский округ.
2. Бекешева, Бибатпа — Карабутакский округ.
3. Дуисов, Джумабек — Байганинский округ.
4. Еременко, Мария Васильевна — Хобдинский округ.
5. Зыков, Дмитрий Андреевич — Иргизский округ.
6. Иванова, Екатерина Ивановна — Актюбинский—Сталинский округ.
7. Кунаев, Динмухамед Ахмедович — Актюбинский—Молотовский округ
8. Курманиязова, Шакиза — Джурунский округ.
9. Нурлыбаева, Дамеш — Ключевой округ.
10. Сагинбаева, Зинеп Гайсеновна — Родниковский округ.
11. Сужиков, Мухамбеткали Аленович — Кандагачский округ.
12. Тургамбаев, Сагынтай Таласканович — Уилский округ.
13. Укибаев, Исмагул — Актюбинский—Ленинский округ.
14. Уразбаев, Шашан Уразбаевич — Мартукский округ.
15. Успанов, Кабаш Рыспаевич — Темирский округ.
16. Хвостов, Михаил Ионович — Новороссийский округ.
17. Шокотько, Дмитрий Дмитриевич — Степной округ.
18. Якупов, Валий Якупович — Актюбинский—Калининский округ.

## Восточно-Казахстанская область
1. Адамов, Жомарт Адамович — Уланский округ.
2. Алямкина, Зинаида Васильевна — Белоусовский округ.
3. Амринов, Рахимбек — Зайсанский округ.
4. Антропова, Ольга Ивановна — Верхубинский округ.
5. Васин, Владимир Андреевич — Зыряновский—Сталинский округ.
6. Ваулина, Александра Георгиевна — Мариногорский округ.
7. Вдовин, Александр Николаевич — Пригородный округ.
8. Вострикова, Анна Георгиевна — Шемонаихинсий—Сельский округ
9. Гудоменко, Анна Антоновна — Усть-Каменогорский—Заречный округ.
10. Дегтярев, Владимир Степанович — Таврический округ.
11. Дюсюпжанова, Сакыш — Кумашкинский округ.
12. Кайнарбаев, Сайлаубай — Зыряновский—Сельский округ.
13. Карсыбаев, Шакир Карсыбаевич — Самарский округ.
14. Коваленко, Ксения Николаевна — Больше-Нарымский округ.
15. Конюшевский, Евгений Иванович — Ульбастроевский округ.
16. Курбаткин, Павел Семёнович — Усть-Каменогорский—Левобережный округ.
17. Махмутов, Тыныбек — Бухтарминский округ.
18. Муханин, Иван Сергеевич — Заульбинский—Ленинский округ.
19. Никифоров, Анатолий Александрович — Катон-Карагайский округ.
20. Омаров, Ильяс Омарович — Шемонаихинский округ.
21. Осипов, Василий Семёнович — Чердоякский округ.
22. Пазиков, Хабир Мухарамович — Лениногорский—Строительный округ.
23. Парманов, Павел Александрович — Аблакетский округ.
24. Петухов, Федот Дмитриевич — Глубоковский округ.
25. Петухова, Александра Семёновна — Заульбинский округ.
26. Плюхина, Вера Васильевна — Лениногорский—Школьный округ.
27. Поцелуев-Снегин, Дмитрий Федорович — Верхне-Березовский округ.
28. Сатпаев, Каныш Имантаевич — Лениногорский—Центральный округ.
29. Сатыбалдин, Орынбай — Маркакульский округ.
30. Сепсекенов, Зада — Тарбагатайский округ.
31. Смирнов, Илья Попович — Солоновский округ.
32. Степанова, Мария Емельяновна — Зыряновский округ.
33. Транов, Рамазан — Лениногорский—Промышленный округ.
34. Фатеева, Екатерина Ксенофонтовна — Усть-Каменогорский—Промышленный округ.
35. Юролович, Нина Александровна — Усть-Каменогорский округ.

## Гурьевская область
1. Алишева, Айжаркын — Кзыл-Кугинский округ.
2. Аминова, Хадрхан — Шевченковский округ.
3. Ержанов, Сарсенбий — Новобогатинский округ.
4. Искариев, Рамазан — Макатский округ.
5. Куаншалиева, Талига — Котяевский округ.
6. Кисанов, Атымтай — Баксайский округ.
7. Муканов, Сабит — Гурьевский—Заводской округ.
8. Михайлова, Анастасия Ивановна — Гурьевский округ.
9. Полимбетов, Сейтжан — Денгизский округ.
10. Севрюгина, Анна Семёновна — Гурьевский—Кагановичский округ.
11. Сембаев, Абдыхами Ибнеевич — Мангистауский округ.
12. Тажибаев, Тулеген Тажибаевич — Эмбенский округ.
13. Утебаев, Сафи Утебаевич — жилокосинский округ.
14. Утепкалиева, Жанилсин — Испульский округ.

## Джамбулская область
1. Байбатшаев, Шабдан — Сарысуйский округ.
2. Белюнов, Пётр Павлович — Луговской округ.
3. Букешев, Дабен — Свердловский округ.
4. Галиева, Амина Шариповна — Джамбульский—Кагановичский округ.
5. Досанов, Абдрахман — Ровненский округ.
6. Едильбаев, Измухаммед Едильбаевич — Каракунузский округ.
7. Жантохова, Дариха — Ассинский округ.
8. Журавлёва, Мария Фёдоровна — Джамбулский—Фурмановский округ.
9. Карипбаев, Джапак — Костаганский округ.
10. Мезинов, Никита Акимович — Джамбулский—Железнодорожный округ.
11. Морозов, Яков Епифанович — Успеновский округ.
12. Нуролова, Вазипа — Курдайский округ.
13. Нуркалиева, Ардак — Меркенский округ.
14. Оспанов, Муса — Таласский округ.
15. Сарымсакова, Исагуль — Коктерекский округ.
16. Сафин, Камар — Джамбулский—Кировский округ.
17. Тажибаев, Даулетбай — Чуйский округ.
18. Таркаева, Серафима Васильевна — Джамбулский—Сельский округ.
19. Тунгатарова, Куляй — Новотроицкий округ.
20. Усольцева, Мария Сергеевна — Джамбулский—Октябрьский округ.
21. Шаповалов, Сергей Николаевич — Красногорский округ.
22. Шахшин, Мусатай — Акыр-Тюбинский округ.
23. Шимашова, Батима — Ески-Чуйский округ.
24. Яковлев, Сергей Яковлевич (государственный деятель) — Джамбулский—Сахарозаводской округ.

## Западно-Казахстанская область
1. Абдильманова, Мерует — Джаныбекский округ.
2. Атоян, Пётр Александрович — Уральский—Советский округ.
3. Айтмукамбетов, Уахит — Казталовский округ.
4. Башмачникова, Анна Меркурьевна — Пушкинский округ.
5. Валиев, Бактыгали — Джангалинский округ.
6. Гафиатуллин, Сулеймен Халилович — Уральский—Фурмановский округ.
7. Гайсин, Мухамедьяр Жумагалиевич — Каратюбинский округ.
8. Горобцова, Елена Григорьевна — Каменский округ.
9. Доспанова, Хиуаз — Урдинский округ.
10. Едыгенов, Кастай Едыгенович — Зеленовский округ.
11. Ермукатова, Калила — Уральский—Железнодорожный округ.
12. Муратбаева, Рысбике — Чингирлауский округ.
13. Мукатиев, Ахмет — Джамбейтинский округ.
14. Набатов, Александр Аркадьевич — Тайпакский округ.
15. Нурумбаева, Махфуза Сапаровна — Бурлинский округ.
16. Сакенов, Файзулла — Приуральный округ.
17. Салин, Минайдар Салинович — Чапаевский округ.
18. Шарипов, Касым Шарипович — Теректинский округ.

## Карагандинская область
1. Молотов, Вячеслав Михайлович — Карагандинский—Кировский округ.
2. Адилов, Ахмет — Горбачевский округ.
3. Акулов, Пётр Филимонович — Ново-Майкудукский округ.
4. Абабков, Тихон Иванович — Тельманский округ.
5. Байузаков, Хасен Байузакович — Каркаралинский округ.
6. Бызов, Алексей Петрович — Карагандинский округ.
7. Басенов, Тулеу Кульчаманович — Карагандинский—Горьковский округ.
8. Байсеитов, Зулхаир — Шахтный округ.
9. Байконуров, Омирхан Аймагамбетович — Джезказганский округ.
10. Давыдов, Михаил Прокопьевич — Саранский округ.
11. Давыденко, Варвара Иллиодоровна — Карагандинский—Заводской округ.
12. Десятников, Дмитрий Терентьевич — Балхашский округ.
13. Елибаев, Абдуразак Алпысбаевич — Улутауский округ.
14. Жаугашева, Кырмызы — Нуринский округ.
15. Жеребцова, Нина Вячеславовна — Карагандинский—Молотовский округ.
16. Заика, Анастасия Даниловна — Пролетарский округ.
17. Заленский, Николай Дмитриевич — Михайловский округ.
18. Костенко, Пётр Иванович — Карагандинский—Ждановский округ
19. Калиева, Камаш — Карагандинский—Сталинский округ.
20. Каржаубаев, Габдулла Шалкарович — Карагандинский—Комсомольский округ.
21. Карибжанов, Фазыл Каримович — Ворошиловский округ
22. Кошевенко, Мария Афанасьевна — Интернациональный округ.
23. Кудрявцева, Ольга Петровна — Майкудукский округ.
24. Мишагина, Вера Максимовна — Карагандинский—Железнодорожный округ.
25. Мусабаева, Нагима Абдрахмановна — Карагандинский—Фурмановский округ.
26. Мамраев, Мартбек — Карагандинский—Ленинский округ.
27. Муталипова, Дамелия — Четский округ.
28. Садыкова, Жибек Садыковна — Бертысский округ.
29. Семёнова, Зинаида Петровна — Новогородской округ.
30. Сериков, Шаймаган — Горняцкий округ.
31. Ситдыков, Салих Садыкович — Каражартаский округ.
32. Тажиев, Ибрагим Тажиевич — Карсакпайский округ.
33. Ткаченко, Михаил Игнатьевич — Агадырский округ.
34. Турмагамбетов, Укен — Темир-Тауский округ.
35. Федоренко, Мария Михайловна — Карагандинский—Амангельдинский округ.
36. Хлебов, Прокофий Авксентьевич — Осакаровский округ.
37. Чернявский, Василий Степанович — Коунрадский округ № 277.
38. Шаяхметов, Кулькен — Жана-Аркинский округ.
39. Шибаев, Василий Тихонович — Ново-Тихоновский округ.
40. Яхин, Маками Абдуллаевич — Коунрадский округ.№ 268.

## Кзыл-Ординская область
1. Бектелеев, Сапар Темирханович — Аральский—Городской округ.
2. Даутбаев, Тулеген — Ново-Казалинский округ.
3. Ермагамбетова, Шекер — Придарьинский округ.
4. Жахаев, Ибрай — Чиилийский округ.
5. Жунисбаева, Зайпин — Терень-Узякский округ.
6. Кайсаканов, Арынгазы — Казалинский—Городской округ.
7. Калыбаев, Сакыбай — Джалагашский округ.
8. Каракулов, Ишанбай — Байгакумский округ.
9. Майлебаева, Зейнеб Майлебаевна — Кзыл-Ординский—Центральный округ.
10. Миржикбаев, Керимбай — Кзыл-Ординский—Железнодорожный округ.
11. Нарынбаева, Ширин — Яны-Курганский округ.
12. Оразалиева, Калжан — Казалинский—Сельский округ.
13. Оспанов, Сейдулла — Кармакчинский округ.
14. Примкулова, Даржан — Сыр-Дарьинский округ.
15. Саубеков, Габбас Баймухамедович — Камышлыбашский округ.
16. Уразалиева, Аяр — Аральский—Сельский округ.

## Кокчетавская область
1. Альжапарова, Сакиш — Тахтабродский округ.
2. Байгалиев, Хаиргали Байгалиевич — Щучинский—Городской округ.
3. Бектурсунов, Бапан — Зерендинский округ.
4. Бережная, Антонина Антоновна — Дмитриевский округ.
5. Бунаков, Захар Агеевич — Кременчугский округ.
6. Гаврилов, Иван Григорьевич — Арык-Балыкский округ.
7. Диденко, Наталья Мироновна — Калиновский округ.
8. Забежанский, Натан Хаимович — Октябрьский округ.
9. Исмагулова, Нагипа — Кокчетавский—Сельский округ.
10. Исмамбетов, Вагап — Красноармейский округ.
11. Кантарбаев, Ташкимбай — Рузаевский округ.
12. Косыбаев, Токсамбай — Энбекшильдерский округ.
13. Кулмурзина, Шамшия — Володарский округ.
14. Мусин, Кенже — Щучинский—Сельский округ.
15. Нурбаев, Мырзахадыр — Кзылтуский округ.
16. Сапаргалиев, Махмут Сапаргалиевич — Чкаловский округ.
17. Сиридченко, Антонина Николаевна — Кокчетавский—Куйбышевский округ.
18. Урашев, Аип Урашевич — Кокчетавский—Городской округ.
19. Хрусталева, Марина Васильевна — Келлеровский округ.
20. Чудина, Анна Ивановна — Кокчетавский—Кировский округ

## Кустанайская область
1. Айтмухамбетов, Ахметхалий — Кушмурунский округ.
2. Ахметов, Сагинтай — Урицкий округ.
3. Губарева, Валентина Алексеевна — Пресногорьковский округ.
4. Джангильдин, Алибий — Семиозерный округ.
5. Джарбагамбетова, Сара — Карабалыкский округ.
6. Досаев, Мухаммедкали Актаевич — Амангельдинский округ.
7. Жанбаев, Сагалбай — Кустанайский—Сельский округ.
8. Испембетова, Скиндр — Орджоникидзевский округ.
9. Карпенко, Дмитрий Степанович — Джетыгаринский округ.
10. Кирмандаев, Фатколла — Тургайский округ.
11. Курочкина, Ксения Ивановна — Ново-Ильинский округ.
12. Мамбетов, Ахмет Исмагулович — Карабалыкский округ.
13. Мельников, Виктор Георгиевич — Кустанайский—Калининский округ.
14. Никитин, Игнат Игнатьевич — Федоровский округ.
15. Нужная, Александра Фомовна — Узункульский округ.
16. Нурпеисова, Мария — Введенский округ.
17. Окунева, Мария Петровна — Кустанайский—Ленинский округ.
18. Панченко, Мария Фёдоровна — Затобольский округ.
19. Светличный, Михаил Петрович — Мендыгаринский округ.
20. Царев, Александр Александрович — Пешковский округ.
21. Черникова, Варвара Ивановна — Кустанайский—Джамбулский округ.
22. Шарипов, Исагали — Тарановский округ.
23. Шипин, Омар — Убаганский округ.

## Павлодарская область
1. Абжатова, Рухия — Майский округ.
2. Артамонов, Семён Нестерович — Михайловский округ.
3. Атамбаев, Утешкалы Дуйсенгалиевич — Максимо-Горьковский округ.
4. Аубакирова, Разия — Иртышский округ.
5. Дияров, Курман Диярович — Ермаковский округ.
6. Деревич, Афанасий Васильевич — Цюрупинский округ.
7. Ермагамбетов, Карабек — Павлодарский—Сельский округ.
8. Жукова, Наталья Петровна — Майкаинский округ.
9. Золотухин, Михаил Иванович — Павлодарский—Береговой округ
10. Ивандаев, Иван Васильевич — Лебяжинский округ.
11. Кабылова, Мубина — Краснокутский округ.
12. Кенжебаев, Шакир — Баян-Аульский округ.
13. Керимбаев, Даниял — Павлодарский—Железнодорожный округ.
14. Миронов, Андрей Сергеевич — Суворовский округ.
15. Музыка, Пётр Фёдорович — Лозовский округ.
16. Мягкова, Парасковья Павловна — Бескарагайский округ.
17. Онгарбаев, Акай — Галкинский округ.
18. Сержанов, Инаят Сержанович — Урлютюбский округ.
19. Шевченко, Харитина Карповна — Павлодарский—Городской округ.

## Северо-Казахстанская область
1. Микоян, Анастас Иванович — Петропавловский—Заводской округ.
2. Ахмедова, Нурхан Батишевна — Семипольский округ.
3. Баукенов, Ислам Баукенович — Петропавловский—Сельский округ.
4. Бобров, Николай Семёнович — Явленский округ.
5. Горохов, Степан Петрович — Мамлютский округ.
6. Гагарина, Валентина Ивановна (депутат) — Булаевский округ.
7. Даулбаев, Ахмет Дакишевич — Конюховский округ.
8. Ершова, Ольга Николаевна — Петропавловский—Железнодорожный округ.
9. Климова, Ульяна Прокопьевна — Архангельский округ.
10. Кобылина, Галина Павловна — Петропавловский—Привокзальный округ.
11. Пушкина, Любовь Дмитриева — Промышленный округ.
12. Лапина, Галина Александровна — Соколовский округ.
13. Максимов, Георгий Николаевич — Полудинский округ.
14. Мусин, Амиржан Куспекович — Октябрьский округ.
15. Орлов, Евграф Ермилович — Приишимский округ.
16. Печорин, Иван Илларионович — Подгорный округ.
17. Соколова, Галина Николаевна — Советский округ.
18. Ташенов, Жумабек Ахметович — Возвышенский округ.
19. Филькина, Варвара Ивановна — Тарангульский округ.
20. Цимбал, Ефим Васильевич — Петропавловский—Центральный округ.
21. Шугайло, Иван Авксентьевич — Пресновский округ.

## Семипалатинская область
1. Шверник, Николай Михайлович — Семипалатинский—Центральный округ.
2. Арыстамбеков, Аубакир Абдираимович — Аксуатский округ.
3. Гарагаш, Александр Дементьевич — Аягузский—Городской округ.
4. Кордабаев, Галий — Таскескенский округ.
5. Калкенов, Шамукан — Акжалский округ.
6. Круглов, Сергей Иванович — Заводо-Затонский округ.
7. Лихачева, 3оя Васильевна — Семипалатинский—Привокзальный округ.
8. Мельник, Григорий Андреевич — Кокпектинский округ.
9. Никифорова, Елена Фёдоровна — Семипалатинский—Калининский округ.
10. Нурбаев, Карим — Абаевский округ.
11. Оразбаева, Кулянда — Маканчинский округ.
12. Прусова, Анна Степановна — Жарминский округ.
13. Пшембаев, Кенжехан — Семипалатинский—Железнодорожный округ.
14. Родионов, Василий Александрович — Семипалатинский—Левобережный округ.
15. Серикбаев, Кахарман Серикбаевич — Жана-Семейский округ.
16. Танирбергенова, Написа — Аягузский—Сельский округ.
17. Тлепова, Кульзейнеп — Чарский округ.
18. Урумбаев, Умурзак Урумбаевич — Ново-Покровский округ.
19. Ульпккина, Татьяна Михайловна — Урджарский округ.
20. Чикин, Андрей Александрович — Некрасовский округ.
21. Юпина, Евдокия Леонтьевна — Ново-Шульбинский округ.
22. Ясько, Иван Фёдорович — Бородулихинский округ.

## Талды-Курганская область
1. Алдабергенов, Нурмолда — Талды-Курганский—Кировский округ.
2. Артыгалиев, Чулак — Талды-Курганский—Сельский округ.
3. Ахмеджанова, Шакен — Кугалинский округ.
4. Букеева, Роза Имамутдиновна — Андреевский округ.
5. Дыхнов, Николай Васильевич — Саркандсий округ.
6. Ерофеев, Николай Александрович — Матайский округ.
7. Жуманов, Махмет — Панфиловский округ.
8. Итаев, Усен — Аксуйский округ.
9. Калашникова, Татьяна Ильинична — Дзержинский округ.
10. Крылова, Анна Никандровна — Карабулакский округ.
11. Коваленко, Елизавета Епифановна — Черкасский округ.
12. Кульчикбаев, Кунжарык — Каратальский округ.
13. Ливенцов, Василий Андреевич — Сары-Озекский округ.
14. Лукьянец, Иван Куприянович — Октябрьский округ.
15. Мурашева, Евдокия Григорьевна — Копальский округ.
16. Несипбеков, Ануар — Алакульский округ.
17. Орлова, Евгения Тимофеевна — Талды-Курганский округ.
18. Оспанов, Акымбай — Айна-Булакский округ.
19. Серикбаев, Бисен — Уш-Тобинский округ.
20. Татенова, Битай — Сахарозаводской округ.
21. Турандин, Михаил Петрович — Текелийский округ.
22. Шиныбаева, Кауш — Бурлю-Тюбинский округ.
23. Шувалов, Василий Дмитриевич — Коксуйский округ.

## Южно-Казахстанская область
1. Маленков, Георгий Максимилианович — Чимкентский—Молотовский округ.
2. Адиходжаев, Бижан — Борисовский округ.
3. Альжанов, Сани — Сузакский округ.
4. Альметова, Фатыма — Манкентский округ.
5. Андронов, Антон Павлович — Георгиевский округ.
6. Аширбаев, Дюйсенбай — Александровский округ,
7. Бектасов, Калтай — Ленгерский—Советский округ.
8. Бозжигитова, Канзада — Сталинский—Совхозный округ.
9. Бричевская, Мария Устиновна — Ленгерский—Кировский округ.
10. Дауылбаева, Болсынай — Кзыл-Кумский округ.
11. Дауленов, Салкен Дауленович — Братский округ.
12. Дюсебаев, Садык — Кировский округ.
13. Екешев, Майман — Кантагинский округ.
14. Ерлепесов, Мухамеджан Нагаевич — Сайрамский округ.
15. Жиенбаева, Адалат — Туркестанский—Фрунзенский округ.
16. Жуманова, Аманкул — Шаульдерский округ.
17. Каракулова, Алима — Ташкулакский округ.
18. Касьяненко, Николай Иванович — Чимкентский—Сельский округ.
19. Куздеуова, Кулпан — Кайнар-Булакский округ.
20. Кистауов, Ахметбек — Кунградский округ.
21. Кузембаев, Нурдаулет Кузембаевич — Чубаровский округ.
22. Курбанов, Олжа — Карабулакский округ.
23. Кушкембаева, Асыл — Балыкчинский округ.
24. Лапаев, Сергей Николаевич — Чимкентский округ.
25. Мылтыкбаев, Есиркеп — Абай-Базарский округ.
26. Нуртлеуова, Мариякуль — Славянский округ.
27. Нургизарова, Манат — Бостандыкский—Молотовский округ.
28. Османова, Иноят — Туркестанский округ.
29. Орлов, Александр Семёнович — Ильичевский округ.
30. Пелевин, Виктор Михайлович — Каратасский округ.
31. Поспелов, Николай Николаевич (депутат) — Бурненский округ.
32. Почанов, Мирзахан — Сары-Агачский округ.
33. Сербунов, Василий Павлович — Бостандыкский—Сталинский округ.
34. Симаков, Каюм Мухамеджанович — Чимкентский—Калининский округ.
35. Таджиева, Рыксы — Бостандыкский округ.
36. Тастайбеков, Хайруш — Вознесенский округ.
37. Танкеева, Оразгул — Фогелевский округ.
38. Танкеев, Байсеит — Арысский округ.
39. Тургумбаева, Аймысын Шыныбаевна — Чимкентский—Сталинский округ.
40. Умирзаков, Кулизах — Караспанский округ.
41. Уразгулов, Фатхинур Нугманович — Турестанский—Железнодорожный округ.
42. Храмков, Иван Петрович — Чаяновский округ.
43. Шиналиев, Бейсембай — Ачисайский округ.
44. Шураев, Мирзахан — Ильичевский—Молотовский округ.
45. Эпиктетов, Сергей Фёдорович — Чимкентский—Кагановичский округ.
46. Юсупов, Исмаил Абдурасулович — Ванновский округ.